# Résolution 281 du Conseil de sécurité des Nations unies
Membres permanents
- Chine (Taïwan)
- États-Unis
- France
- Royaume-Uni
- URSS

Membres non permanents
- Burundi
- Colombie
- Espagne
- Finlande
- Nicaragua
- Népal
- Pologne
- Sierra Leone
- Syrie
- Zambie

Résolution no 280 Résolution no 282
La résolution 281 du Conseil de sécurité des Nations unies fut adoptée à l'unanimité lors de la 1 543e séance du Conseil de sécurité des Nations unies le 9 juin 1970. Après avoir réaffirmé les résolutions antérieures sur le sujet et pris note des récents développements encourageants, le Conseil a prolongé le stationnement de la Force des Nations Unies chargée du maintien de la paix à Chypre pour une nouvelle période prenant fin le 15 décembre 1970. Le Conseil a également appelé les parties directement concernées à continuer d'agir avec la plus grande retenue et à coopérer pleinement avec la force de maintien de la paix.

### Texte
- Résolution 281 Sur fr.wikisource.org
- Résolution 281 Sur en.wikisource.org